# Aedia olivescens
Aedia olivescens är en fjärilsart som beskrevs av Achille Guenée 1852. Aedia olivescens ingår i släktet Aedia och familjen nattflyn. Inga underarter finns listade i Catalogue of Life.

## Bildgalleri

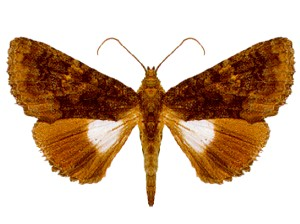